# 모로도미정
모로도미정(일본어: 諸富町)은 일본 사가현 남동부에 있던 정이며, 사가군에 속했다. 
2005년 10월 1일, 사가시, 후지정·야마토정·미쓰세촌과 합병해, 새로운 사가시가 되었다.

## 지리
사가현 남동부에 위치하며 후쿠오카현과의 경계에 있다. 쓰쿠시 평야의 일부로 지형은 평평하다. 마을 남동쪽으로 치쿠고강이 흐른다. 강 중류에 오나카시마가 있다.

## 역사
중국에서 서복이 약을 구하러 왔다고 전해진다.
- 1955년 3월 1일 - 2촌이 합병해 모로도미정이 되었다.
- 2005년 10월 1일 - 사가시, 후지정·야마토정·미쓰세촌과 합병해, 새로운 사가시가 되었다.

## 교통

### 철도
- 규슈 여객철도
  - 나가사키 본선
  - 가라쓰 선

### 도로
- 국도 208호선
- 국도 444호선